# Сени (Решетиловский район)
Сени (укр. Сені) — село,
Решетиловский поселковый совет,
Решетиловский район,
Полтавская область,
Украина.
Код КОАТУУ — 5324255106. Население по переписи 2001 года составляло 198 человек.

## Географическое положение
Село Сени находится на левом берегу реки Говтва,
выше по течению на расстоянии в 1 км расположен пгт Решетиловка,
ниже по течению на расстоянии в 1,5 км расположено село Пасечники,
на противоположном берегу — село Мякеньковка.
Река в этом месте извилистая, образует лиманы, старицы и заболоченные озёра.
Через село проходит автомобильная дорога Р-52. Наименование села произошло от фамилии основателя - Сень.